# Winthemia masicerana
Winthemia masicerana là một loài ruồi trong họ Tachinidae.